# Mörtsjöbergets naturreservat
Mörtsjöbergets naturreservat är ett naturreservat i Strömsunds kommun i Jämtlands län.
Området är naturskyddat sedan 2019 och är 220 hektar stort. Reservatet omfattar Mörtsjöberget och våtmarker nedanför i nordväst. Det består av gles tallskog på höjder och gammal granskog i sluttningarna.